# Alexandra Litevská
Alexandra (polsky: Aleksandra, litevsky: Aleksandra; † 20. dubna 1434, Płock) byla nejmladší dcera litevského velkoknížete Algirdase a jeho druhé manželky Uliany Tverské. Ačkoli přesné datum narození Alexandry není známo, předpokládá se, že se narodila koncem 60. let 14. století nebo začátkem 70. let 14. století. V roce 1387 se provdala za vévodu Siemowita IV. Mazovského a měli třináct dětí.

## Život
Dne 12. prosince 1385, několik měsíců po uzavření Krevské unie, dosáhl vévoda Siemowit IV. Mazovský kompromisu s polskou královnou Hedvikou a jejím manželem Jogailou (Vladislav II. Jagello), bratrem Alexandry. Siemowit IV. souhlasil, že si přestane nárokovat Polské království, vzdá hold Hedvice a Jogailovi a převezme pozici dědičného vazala polské koruny výměnou za 10 000 pražských grošů a léno Belžské knížectví. Dohoda byla upevněna sňatkem Siemowita IV. a Alexandry v roce 1387.
Alexandra zemřela a byla pohřbena v Płocku. Místem jejího posledního odpočinku je pravděpodobně kostel dominikánského řádu.

## Potomstvo
Siemowit a Alexandra měli třináct dětí, pět synů a osm dcer.

### Synové
- Kazimír II. Mazovský
- Trojden II. Mazovský
- Vladislav I. Płocký
- Siemowit V. Mazovský
- Alexandr Mazovský; diplomat a tridentský biskup, titulární churský biskup, titulární damašský kardinál a aquilejský partiarcha

### Dcery
- Eufemie Mazovská; provdala se za knížete Boleslava I. Těšínského
- Cimburgis Mazovská; provdala se za vévodu Arnošta Rakouského
- Hedvika Mazovská; provdala se za Jana Gorjanského, syna Mikuláše I. Gorjanského
- Amélie Mazovská; provdala se za markraběte Viléma II. Míšeňského
- Anna Mazovská; možná se provdala za Michaela Žygimantaitise[2]
- Marie Mazovská; provdala se za vévodu Bohuslava IX. Pomořanského
- Alexandra Mazovská
- Kateřina Mazovská; provdala se za Michaela Žygimantaitise

Mezi vnoučata Alexandry a Siemowita IV. patřili císař Svaté říše římské Fridrich III., kníže Přemysl II. Těšínský, vévodkyně Žofie Pomořanská a Dorota Gorjanská.